# Dark metal
Le dark metal est un sous-genre musical du heavy metal,,, dont les origines stylistiques sont retracées dans le metal gothique et le metal extrême.

## Thèmes
Bien que la plupart des auteurs considèrent le dark metal comme un genre de heavy metal',, il existe une grande variante d'opinions sur les éléments, styles, ou thèmes rendant ce metal sombre,,,,,. Robert Palmer, critique de musique rock du New York Times, le considère comme du metal dont les thèmes tiennent de l'horreur et de la violence, citant les groupes Megadeth, Anthrax, Slayer et Danzig en exemple.

## Caractéristiques
La plupart des auteurs, dont Ian Christe, et les critiques musicaux Chuck Eddy, Sara Pendergast, Tom Pendergast, Natalie J Purcell, Brian Reesman, Jeff Wagner, et Steven Wilson, trouvent un certain ton mélancolique qui différencie les groupes dark metal de leurs contemporains. Ce ton est défini sous les termes de « beauté morose », « déprimant », « beau et romantique », « triste et envoûtant », « style goth », et « sombre ».

## Groupes et artistes
Quelques groupes listés dans la catégorie dark metal incluent : Bethlehem, Black Sabbath, Slayer, Megadeth, Alice in Chains, Anthrax, Judas Priest, Evergrey, Tool, Iron Maiden, Paradox, Paradise Lost, Anathema, Death, Linkin Park et Kekal.